# Euphorbia erythrocucullata
Euphorbia erythrocucullata är en törelväxtart som beskrevs av Mangelsdorff. Euphorbia erythrocucullata ingår i släktet törlar, och familjen törelväxter. Inga underarter finns listade i Catalogue of Life.